# Valorugby Emilia 2020-2021

## Rosa
Fonte statistiche e rosa giocatori: itsrugby.fr

## TOP10 2020-21

### Stagione regolare
| Incontro                   | Andata | Ritorno |
| -------------------------- | ------ | ------- |
| Reggio Emilia — Colorno    | 25-16  | 37-6    |
| Viadana — Reggio Emilia    | 20-31  | 47-41   |
| Reggio Emilia — Rovigo     | 23-20  | 16-16   |
| Mogliano — Reggio Emilia   | 19-24  | 17-23   |
| Reggio Emilia — S.S. Lazio | 69-14  | 45-22   |
| Reggio Emilia — Calvisano  | 17-20  | 10-22   |
| Fiamme Oro — Reggio Emilia | 16-27  | 15-19   |
| Reggio Emilia — Lyons      | 27-10  | 29-17   |
| Petrarca — Reggio Emilia   | 19-13  | 23-18   |

#### Risultati della stagione regolare
| Posizione | G  | V  | N | P | PF  | PS  | DP   | B  | Pt |
| --------- | -- | -- | - | - | --- | --- | ---- | -- | -- |
| 4ª        | 18 | 12 | 1 | 5 | 494 | 339 | +155 | 10 | 60 |

### Fase finale
| Turno | Incontro                 | Andata | Ritorno |
| ----- | ------------------------ | ------ | ------- |
| SF    | Reggio Emilia — Petrarca | 16-27  | 24-23   |

## Coppa Italia 2020-21

### Prima fase - girone A
| Incontro                 | Risultato |
| ------------------------ | --------- |
| Viadana — Reggio Emilia  | 13-37     |
| Reggio Emilia — Lyons    | N.D.      |
| Mogliano — Reggio Emilia | N.D.      |
| Reggio Emilia — Rovigo   | N.D.      |

#### Risultati della prima fase - girone A
| Posizione | G | V | N | P | PF | PS | DP  | B | Pt |
| --------- | - | - | - | - | -- | -- | --- | - | -- |
| –         | 1 | 1 | 0 | 0 | 37 | 13 | +24 | 1 | 5  |